# Belo Brdo (Leposavić)
Pour les articles homonymes, voir Belo Brdo.
Belo Brdo en serbe latin et Bellobërdë en albanais (en serbe cyrillique : Бело Брдо) est une localité du Kosovo située dans la commune/municipalité de Leposavić/Leposaviq, district de Mitrovicë/Kosovska Mitrovica. Selon des estimations de 2009 comptabilisées pour le recensement kosovar de 2011, elle compte 122 habitants, dont une majorité de Serbes.

## Géographie
Belo Brdo/Bellobërdë est situé à 19 km au nord de Leposavić/Leposaviq et à 4 km au sud du pic du Pančićev vrh, qui s'élève à 2 017 m, ce qui en fait le point culminant des monts Kopaonik. Sur le territoire du village se trouvent les hameaux de Bazići (1 283 m), Marusići (1 268 m), Sandžak (1 100 m), Leskova (953 m) et Baljaca (865 m).
Le village est relié à Dren/Dren par une route goudronnée qui la connecte ensuite aux autres voies de communication de la vallée de l'Ibar.

## Histoire

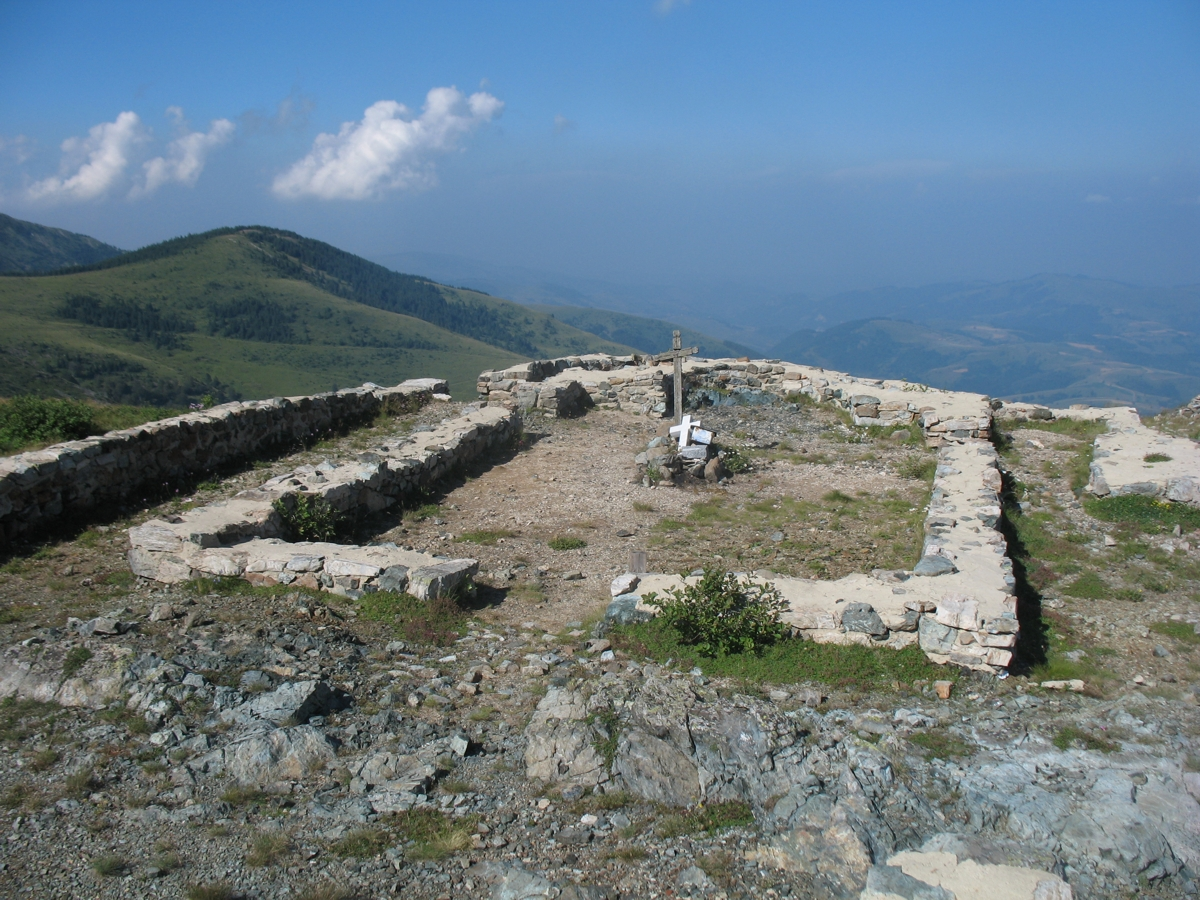
La basilique paléochrétienne de Nebeske Stolice

En 1998, sur le site de Nebeske Stolice, les « Chaises célestes » (1 800 m), des archéologues de l'Institut pour la protection des monuments culturels de Kraljevo ont mis au jour des vestiges remontant aux IIIe-VIe siècles, dont ceux d'une basilique paléochrétienne qui abritait des mosaïques.
La mine de plomb et d'argent de Belo Brdo/Bellobërdë est mentionnée pour la première fois en 1438 mais elle était déjà exploitée pendant la période romaine, ainsi qu'en atteste l'existence d'un cimetière latin situé à proximité de l'actuel cimetière du village. L'exploitation moderne du minerai a commencé en 1933 et la mine a connu son âge d'or dans la période allant des années 1960 aux années 1980 ; à cette époque, de nombreux bâtiments ont été construits dans le village, notamment pour y héberger les mineurs.

## Démographie

### Évolution historique de la population dans la localité
| 1948 | 1953 | 1961 | 1971 | 1981 | 1991 | 2009 |
| ---- | ---- | ---- | ---- | ---- | ---- | ---- |
| 337  | 633  | 916  | 651  | 360  | 265  | 122  |

|  |

## Économie et activités
L'agriculture représente l'activité principale de Belo Brdo/Bellobrd mais la mine du village est encore en activité. La localité est également un centre commercial et administratif ; on y trouve aussi une école élémentaire.